# 佛羅里達州州徽
佛羅里達州州徽用於代表佛羅里達州政府，同時用於各種正式目的，例如加蓋正式文件和法案。它通常用於州政府的建築物、車輛和其他設施。它也出現在佛羅里達州的州旗上。佛羅里達大學被授予使用該徽章作為其大學校徽的榮譽。
印章上有一條海岸線，塞米諾爾婦女站在上面撒鮮花。傳說該女人是歷史上的女英雄米莉·弗朗西斯（Milly Francis），但沒有文獻證明這一點。兩棵菜棕（佛羅里達州樹）正在生長。在背景中，一艘汽船在太陽打破地平線之時航行，而陽光直射天空。佛羅里達州州徽環繞的部分寫著用“佛羅里達州大徽章”和“我們信任上帝”（州座右銘）。